# 科瓦利夫卡 (葉拉涅齊區)
47°40′20″N 32°1′40″E / 47.67222°N 32.02778°E
科瓦利夫卡（烏克蘭語：Ковалівка），是烏克蘭南部尼古拉耶夫州沃兹涅先斯克区葉拉涅茨市鎮的村落。始建於1924年，面積0.55平方公里，海拔高度95米，2001年人口144，人口密度每平方公里261.8人。